# دستگاه تست جهانی

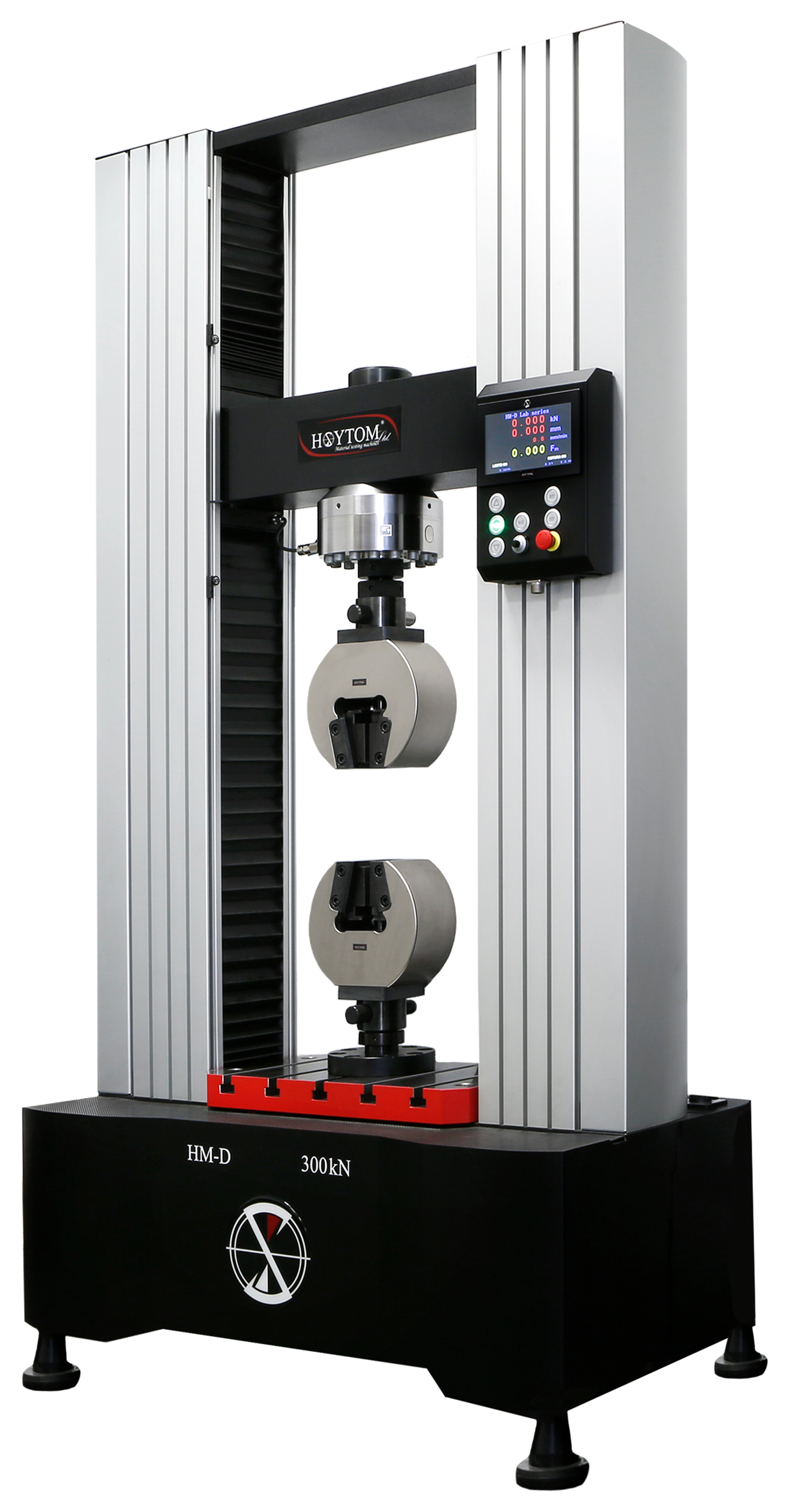
یک دستگاه تست جهانی مدرن

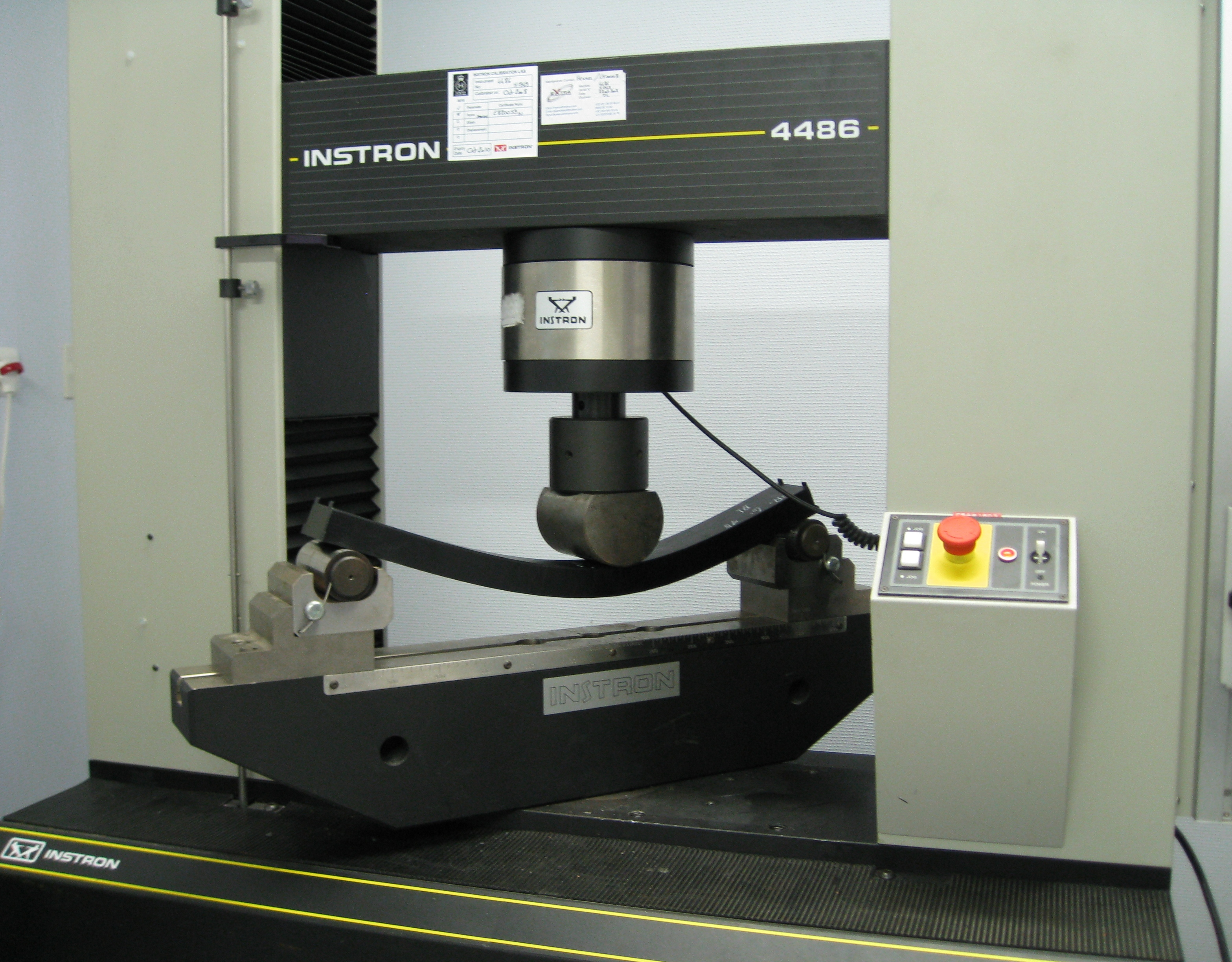
دستگاه تست برای تست انعطاف‌پذیری سه نقطه‌ای

یک دستگاه تست جهانی (UTM)، که آن را می‌توان به عنوان یک تستر جهانی، دستگاه تست مواد یا قاب تست مواد نیز شناخت، که برای آزمایش مقاومت کششی و مقاومت فشاری مواد استفاده می‌شود. نام قبلی این ماشین تست کشش تانسومتر است. بخش «جهانی» نام این دستگاه نشان می‌دهد که می‌تواند بسیاری از تست‌های کششی و فشاری استاندارد را بر روی مواد، اجزاء و ساختارها انجام دهد (به عبارت دیگر، همه‌کاره است).
نتایجی که از تست کشش حاصل می‌شود، برای طراحان و مهندسان اهمیت فراوانی دارد. در بسیاری از فرایندهای ساختمانی یا صنعتی، تنها شکست نهایی قطعه به منزله ازکارافتادگی آن نیست. بلکه تغییر شکل پلاستیک، کمانش و تمرکز تنش نیز نوعی از کار افتادگی محسوب می‌شود.
بنابراین، علاوه بر آگاهی از نقطه شکست و تنش و کرنش مربوط به آن، داشتن اطلاعاتی دقیق از مقدار تنشی که تغییر شکل پلاستیک آغاز می‌شود نیز بسیار مهم است. بعضی فلزات و آلیاژها مثل فولاد، نقطه تسلیم مشخصی دارند، ولی در بیشتر فلزات تغییر شکل از حالت الاستیک به پلاستیک به آرامی صورت می‌گیرد.
با توجه به اطلاعات دقیقی که آزمون کشش از رفتار قطعات در برابر اعمال نیرو ارائه می‌کند، می‌توان از آن به عنوان ابزاری جهت انتخاب مواد مهندسی برای کاربردهای مناسب استفاده کرد. اکثر استانداردهای مهندسی انجام این آزمون مخرب را اجباری و ضروری می‌دانند.

## آشنایی با انواع دستگاه تست کشش
دستگاه‌های تست کشش در مدل‌ها و انواع مختلفی عرضه می‌شوند. بعضی از آن‌ها فقط برای انجام تست کشش طراحی شده‌اند، درحالی که بعضی دیگر، تست‌های فشار تک‌محوری و هم چنین تست‌های خمش سه نقطه‌ای را نیز اجرا می‌کنند.
برخی مدل‌ها کوچک و رومیزی هستند و حداکثر نیروی آن‌ها بین ۵۰۰ نیوتن تا ۲۰ کیلونیوتن متغیر است. در مقابل، دستگاه‌های بزرگی وجود دارند که تا یک مگانیوتن و حتی بیشتر از آن می‌توانند نیرو وارد کنند.
یک طبقه‌بندی قدیمی وجود دارد که دستگاه آزمون کشش را به دو نوع نرم و سخت تقسیم می‌کند. دستگاه تست کشش سخت یا مکانیکی ماشینی صلب با ثابت فنر بزرگ است. این دستگاه‌ها از پیچ و مهره و چرخ دنده و فنر برای اعمال نیرو استفاده می‌کنند. در صورتی که دستگاه‌های تست کشش نرم یا هیدرولیکی از مایعات برای انتقال نیرو استفاده می‌کنند.
این‌جا ما دستگاه تست کشش را در یک طبقه‌بندی مدرن‌تر، به سه نوع هیدرولیکی، الکترومغناطیسی و یونیورسال تقسیم کرده‌ایم. البته خود دستگاه یونیورسال نیز می‌تواند الکترومغناطیسی یا هیدرولیکی باشد. اما به علت گستردگی و شهرتی که دارد، به شکل مجزا بررسی می‌شود.

## اجزاء
در انواع مختلف این دستگاه اجزا مختلفی به کار برده می‌شود. اجزای مشترک عبارتند از:
- قاب بار - معمولاً از دو تکیه‌گاه قوی برای دستگاه تشکیل شده‌است. برخی از ماشین‌های کوچک دارای یک تکیه‌گاه هستند.
- لودسل - یک مبدل نیرو یا وسایل دیگر برای اندازه‌گیری بار مورد نیاز است. کالیبراسیون دوره‌ای معمولاً توسط مقررات حاکم یا سیستم کیفیت مورد نیاز صورت می‌گیرد.
- صلیب سر - یک سر متقاطع متحرک (کراس سر) است که برای حرکت به سمت بالا یا پایین کنترل می‌شود. و معمولاً این جز در یک سرعت ثابت قرار دارد: گاهی اوقات ماشین نرخ گسترش ثابت (CRE) نامیده می‌شود. برخی از ماشین‌ها می‌توانند سرعت ضربدری، آزمایش‌های چرخه‌ای، آزمایش در نیروی ثابت، آزمایش در تغییر شکل ثابت و غیره را برنامه‌ریزی کنند و انجام دهند. در درایو الکترومکانیکی، سرو هیدرولیک، درایو خطی و رزونانس استفاده می‌شود.
- ابزار اندازه‌گیری امتداد یا تغییر شکل - بسیاری از آزمایش‌ها به اندازه‌گیری پاسخ نمونه آزمایشی و به حرکت سر متقاطع نیاز دارند. گاهی اوقات از اکستنسومترها استفاده می‌شود.
- دستگاه خروجی - وسیله ای برای ارائه نتیجه آزمایش مورد نیاز است. برخی از ماشین‌های قدیمی دارای صفحه‌نمایش شماره‌گیری یا دیجیتال و ضبط‌کننده نمودار هستند. بسیاری از ماشین‌های جدیدتر دارای رابط کامپیوتری برای تجزیه و تحلیل و چاپ هستند.
- تهویه - بسیاری از آزمایش‌ها نیاز به تهویه کنترل شده (دما، رطوبت، فشار و غیره) دارند. دستگاه می‌تواند در یک اتاق کنترل‌شده باشد یا در یک محفظه محیطی ویژه در اطراف نمونه آزمایش برای آزمایش قرار گیرد.
- تجهیزات تست، فک‌های نگهدارنده نمونه و تجهیزات مربوط به نمونه‌سازی در بسیاری از روش‌های آزمایش مورد نیاز است.

## استفاده
راه‌اندازی و استفاده در روش آزمایشی که اغلب توسط یک سازمان استاندارد منتشر می‌شود، آماده‌سازی نمونه، نصب، اندازه گیری طول گیج (طول مورد مطالعه یا مشاهده)، آنالیز و غیره را مشخص می‌کند.
نمونه در دستگاه بین گیره‌ها قرار می‌گیرد و در صورت نیاز یک کشش سنج می‌تواند به‌طور خودکار تغییر طول گیج را در طول آزمایش ثبت کند. اگر یک کشش سنج نصب نشده باشد، خود دستگاه می‌تواند جابجایی بین سرهای متقاطع خود را که نمونه روی آن نگه داشته شده‌است، ثبت کند. با این حال، این روش نه تنها تغییر طول نمونه را ثبت می‌کند، بلکه تمام اجزای کشسان/کشنده دستگاه آزمایش و سیستم‌های محرک آن از جمله هرگونه لغزش نمونه در دستگیره‌ها را نیز ثبت می‌کند.
هنگامی که دستگاه راه‌اندازی می‌شود، شروع به اعمال بار فزاینده بر روی نمونه می‌کند. در طول آزمایش، سیستم کنترل و نرم‌افزار مرتبط با آن، بار و گسترش یا فشرده‌سازی نمونه را ثبت می‌کنند.
ماشین‌ها از سیستم‌های بسیار کوچک روی میز تا ماشین‌هایی با ظرفیت بیش از 53 MN (۱۲ میلیون پوند) متغیر هستند.

## دستگاه تست کشش یونیورسال
دستگاه تست کشش یونیورسال یا به اختصار UTM بیشترین کاربرد را بین دستگاه‌های تست کشش دارد. این دستگاه قابلیت انجام تست‌های کشش، فشار، خمش سه نقطه‌ای و خستگی را روی انواع فولاد، پلاستیک، لاستیک، سیم، کابل و پیچ دارد.

### دستگاه یونیورسال چه برتری هایی نسبت به دیگر دستگاه‌ها دارد؟
- قابلیت ایجاد ارتباط بین دستگاه و نرم‌افزار از طریق Wifi
- انجام آزمون به صورت خودکار با کمترین دخالت دست
- استفاده از لودسل (Load Cell) با دقت ۰٫۰۱ درصد
- استفاده از فک‌های متنوع برای تست قطعات گرد و مربعی
- بالا بودن سرعت اجرای تست
- دقت بالا در سنجش نیرو
- دقت بالا در اندازه‌گیری جابه‌جایی
- گزارش‌دهی منظم و با زمان‌بندی دلخواه از تست‌ها[۲]

## روش‌های اندازه‌گیری نیرو در دستگاه تست کشش
نیروی وارد بر نمونه به چند روش قابل اندازه‌گیری است. برخی از دستگاه‌های قدیمی از سیستمی و با یک اهرم مکانیکی با یک وزنه متحرک استفاده می‌کنند. مشکل اصلی این سیستم‌ها بزرگ و حجیم بودن آن‌ها است که در ماشین‌های با ظرفیت بالاتر، بیشتر نمود پیدا می‌کند.
در دستگاه‌های هیدرولیکی، با اعمال نیرو بر نمونه، فشار روغن بر یک پیستون وارد می‌شود که باعث حرکت اهرم آونگی شده و آونگ را از وضعیت قائم حرکت می‌دهد. حرکت این آونگ باعث چرخش عقربهٔ روی صفحه مدرج می‌شود و نیرو را اندازه‌گیری می‌کند.
سومین سیستم اندازه‌گیری نیرو در دستگاه تست کشش، استفاده از تغییر شکل یک فنر است. به این ترتیب که تغییر شکل الاستیک یک تیغه فولادی تحت بار، باعث حرکت پیستون در یک سیلندر محتوی جیوه می‌شود. در نتیجه جیوه با فشار وارد لوله شیشه‌ای نصب‌شده در کنار یک خط‌کش مدرج می‌شود و مقدار نیرو را گزارش می‌کند.
اما جدیدترین سیستم اندازه‌گیری نیرو، استفاده از سلول نیرو است. در اغلب موارد این سلول نیرو یک ترانسدیوسر با یک قطعه مجهز به کرنش‌سنج برقی است. اعمال نیرو یک سیگنال برقی خروجی از سلول تولید می‌کند که پس از تقویت یا به صورت یک عدد نمایش داده می‌شود یا توسط یک رسام ثبت می‌شود.